# José Damasceno Campos
José Damasceno Campos (Frechas, Mirandela, 16 de outubro de 1927 - Leiria, 27 de maio de 2013) foi um funcionário público, jurista e político português.

## Biografia
Nasceu a 16 de outubro de 1927 em Frechas, concelho de Mirandela. Licenciado em Direito pela Universidade de Coimbra, com uma graduação em Ciências Histórico-Filosóficas, foi professor do ensino secundário e funcionário público. Seguiu a carreira político-administrativa como Secretário do Governo Civil de Leiria, Director da Colónia Penal de Santa Cruz do Bispo e foi Procurador à Câmara Corporativa por nomeação do Conselho Corporativo durante a VIII Legislatura, de 1961 a 1965.
Ocupou o cargo de Governador Civil do Distrito de Leiria de 20 de novembro de 1969 a 28 de fevereiro de 1974 e foi Provedor da Santa Casa da Misericórdia de Lisboa de 15 de janeiro de 1986 a 30 de outubro de 1987.